# Caribbean's Next Top Model (mùa 3)
Caribbean's Next Top Model, Mùa 3 là mùa thứ ba của Caribbean's Next Top Model, trong đó một số thí sinh cạnh tranh cho danh hiệu Caribbean's Next Top Model và một cơ hội để bắt đầu sự nghiệp của họ trong ngành người mẫu. Chương trình thể hiện các thí sinh tham vọng của toàn vùng Caribê. Mùa thứ ba của chương trình được bắt đầu vào 30 tháng 1 năm 2017.
Người chiến thắng trong cuộc thi mùa này là Shamique Simm, 23 tuổi từ Jamaica. Cô đã nhận được:
- 1 hợp đồng người mẫu với Mint Management ở New York
- Lên ảnh bìa và trang biên tập cho tạp chí She Caribbean
- Giải thưởng tiền mặt trị giá $25.000
- 1 chiếc điện thoại Iphone thế hệ mới nhất từ Flow

## Các thí sinh
(Tuổi tính từ ngày dự thi)
| Đến từ              | Thí sinh           | Tuổi | Chiều cao               | Bị loại ở | Hạng  |
| ------------------- | ------------------ | ---- | ----------------------- | --------- | ----- |
| Jamaica             | Altena Wilson      | 23   | 1,77 m (5 ft 9+1⁄2 in)  | Tập 2     | 14-13 |
| Sint Maarten        | Nina Victor        | 19   | 1,75 m (5 ft 9 in)      | Tập 2     | 14-13 |
| Jamaica             | Sashawna Flake     | 25   | 1,75 m (5 ft 9 in)      | Tập 3     | 12    |
| Grenada             | Zahada Harper      | 21   | 1,70 m (5 ft 7 in)      | Tập 3     | 11    |
| Trinidad and Tobago | Iyepha Biggot      | 20   | 1,80 m (5 ft 11 in)     | Tập 4     | 10    |
| Jamaica             | Chenise Cumberland | 21   | 1,79 m (5 ft 10+1⁄2 in) | Tập 5     | 9     |
| Dominica            | Lynah Bontiff      | 25   | 1,96 m (6 ft 5 in)      | Tập 5     | 8     |
| Barbados            | Tonisha Rock-Yaw   | 24   | 1,80 m (5 ft 11 in)     | Tập 6     | 7     |
| Trinidad and Tobago | Tanisha Lalla      | 21   | 1,76 m (5 ft 9+1⁄2 in)  | Tập 7     | 6     |
| Grenada             | Nikita Maibaum     | 21   | 1,75 m (5 ft 9 in)      | Tập 8     | 5     |
| Saint Lucia         | Lisa-Marie Faustin | 23   | 1,77 m (5 ft 9+1⁄2 in)  | Tập 9     | 4     |
| Guyana              | Nkechi Vaughn      | 21   | 1,72 m (5 ft 7+1⁄2 in)  | Tập 11    | 3-2   |
| Trinidad and Tobago | Samantha West      | 22   | 1,78 m (5 ft 10 in)     | Tập 11    | 3-2   |
| Jamaica             | Shamique Simms     | 23   | 1,75 m (5 ft 9 in)      | Tập 11    | 1     |

## Thứ tự gọi tên
| 1  | Zahada     | Tanisha     | Chenise    | Samantha   | Shamique   | Nkechi     | Samantha   | Lisa-Marie | Shamique   | Shamique        |  |  |  |  |  |  |  |  |  |  |  |  |  |  |
| 2  | Lisa-Marie | Lisa-Marie  | Samantha   | Tanisha    | Nkechi     | Tanisha    | Nkechi     | Samantha   | Nkechi     | Nkechi Samantha |  |  |  |  |  |  |  |  |  |  |  |  |  |  |
| 3  | Shamique   | Shamique    | Nkechi     | Nkechi     | Nikita     | Shamique   | Shamique   | Nkechi     | Samantha   | Nkechi Samantha |  |  |  |  |  |  |  |  |  |  |  |  |  |  |
| 4  | Tanisha    | Chenise     | Tonisha    | Lisa-Marie | Lisa-Marie | Samantha   | Lisa-Marie | Shamique   | Lisa-Marie |                 |  |  |  |  |  |  |  |  |  |  |  |  |  |  |
| 5  | Tonisha    | Zahada      | Lisa-Marie | Tonisha    | Tonisha    | Nikita     | Nikita     | Nikita     |            |                 |  |  |  |  |  |  |  |  |  |  |  |  |  |  |
| 6  | Sashawna   | Nkechi      | Iyepha     | Nikita     | Samantha   | Lisa-Marie | Tanisha    |            |            |                 |  |  |  |  |  |  |  |  |  |  |  |  |  |  |
| 7  | Altena     | Iyepha      | Tanisha    | Shamique   | Tanisha    | Tonisha    |            |            |            |                 |  |  |  |  |  |  |  |  |  |  |  |  |  |  |
| 8  | Iyepha     | Samantha    | Shamique   | Chenise    | Lynah      |            |            |            |            |                 |  |  |  |  |  |  |  |  |  |  |  |  |  |  |
| 9  | Chenise    | Tonisha     | Lynah      | Lynah      | Chenise    |            |            |            |            |                 |  |  |  |  |  |  |  |  |  |  |  |  |  |  |
| 10 | Samantha   | Nikita      | Nikita     | Iyepha     |            |            |            |            |            |                 |  |  |  |  |  |  |  |  |  |  |  |  |  |  |
| 11 | Nkechi     | Sashawna    | Zahada     |            |            |            |            |            |            |                 |  |  |  |  |  |  |  |  |  |  |  |  |  |  |
| 12 | Nikita     | Lynah       | Sashawna   |            |            |            |            |            |            |                 |  |  |  |  |  |  |  |  |  |  |  |  |  |  |
| 13 | Nina       | Altena Nina |            |            |            |            |            |            |            |                 |  |  |  |  |  |  |  |  |  |  |  |  |  |  |
| 14 | Lynah      | Altena Nina |            |            |            |            |            |            |            |                 |  |  |  |  |  |  |  |  |  |  |  |  |  |  |

     Thí sinh bị loại
     Thí sinh chiến thắng cuộc thi
- Trong tập 1, từ 17 thí sinh bán kết đã được thu hẹp xuống thành 14 thí sinh.
- Trong tập 2, Altena và Nina rơi vào 2 người cuối bảng. Cả hai đều bị loại.
- Trong tập 3, Sashawna bị loại lần đầu tiên, để Nikita và Zahada là hai người cuối bảng. Zahada là thí sinh thứ hai bị loại.
- Trong tập 5, Chenise bị loại lần đầu tiên, để Lynah và Tanisha là hai người cuối bảng. Lynah là thí sinh thứ hai bị loại.
- Tập 10 là tập ghi lại khoảnh khắc từ đầu cuộc thi.

### Buổi chụp hình
- Tập 1: Ảnh thẻ (casting)
- Tập 2: Diện mạo mới
- Tập 3: Cổ động viên bóng bầu dục
- Tập 4: Tạo dáng dưới nước
- Tập 5: Tạo dáng với mắt kính Coco & Breezy
- Tập 6: Áo tắm neon trong rừng
- Tập 7: Hóa thân thành quỷ dữ Jab Jab của Caribê
- Tập 8: Video: hóa thân thành người dự báo thể thao cho Flow Sports
- Tập 9: Những người phụ nữ sang trọng trong khu chợ Grenada
- Tập 11: Ảnh bìa và trang biên tập cho tạp chí She Caribbean